# Jeremy Petris
Jeremy Arnaud Petris (Bagnolet, 28 januari 1998) is een Frans-Martinikaans voetballer die sinds januari 2024 uitkomt voor Sporting Charleroi.

## Clubcarrière
Petris begon zijn jeugdopleiding bij Paris FC. Hij versierde een overgang naar AS Monaco, waar hij samenspeelde met onder andere Kylian Mbappé. Petris slaagde er niet in om door te breken bij de Monegasken, waarop hij terugkeerde naar Paris FC. Tussen 2016 en 2017 speelde hij zeven competitiewedstrijden in de CFA2 met het tweede elftal van de club.
In 2017 verhuisde Petris naar de Italiaanse vierdeklasser AC Gozzano. In zijn debuutseizoen dwong Petris met Gozzano een historische promotie naar de Serie C af. In januari 2019 versierde hij, net als ploegmaats, Jean Lambert Evans en Junior Messias een contract bij de Italiaanse tweedeklasser FC Crotone, die het drietal op huurbasis het seizoen liet uitdoen bij Gozzano. Na een halfjaar zonder spelen bij Crotone werd Petris in januari 2020 opnieuw uitgeleend, ditmaal aan derdeklasser AS Bisceglie Calcio 1913. In het seizoen 2020/21 speelde Petris opnieuw op huurbasis in de Serie C, ditmaal in het shirt van FC Pro Vercelli 1892. Crotone leende dat seizoen ook Giuseppe Borello, Giovanni Bruzzaniti, Francesco Rodio en Zak Ruggiero uit aan Pro Vercelli.
Na nog eens een half seizoen zonder spelen liet Petris zijn contract bij Crotone ontbinden en ging hij in februari 2022 aan de slag bij de Bulgaarse eersteklasser FK Tsarsko Selo Sofia. De club degradeerde op het einde van het seizoen Parva Liga en zou niet veel later zelfs ophouden te bestaan. Petris speelde zich bij Tsarsko Selo wel in de kijker van bekerwinnaar Levski Sofia, waarmee hij zowel in zijn debuutseizoen als in het seizoen daarop sneuvelde in de Conference League-voorrondes.
In januari 2024 ondertekende Petris een driejarig contract tot 2026 met optie op twee extra seizoenen bij de Belgische eersteklasser Sporting Charleroi. Petris groeide meteen uit tot een vaste waarde in de basisploeg van trainer Felice Mazzu. Ook onder Rik De Mil, die vlak voor de Relegation play-offs werd aangesteld als opvolger van Mazzu, hield vast aan Petris in zijn basisploeg.